# Стінка Улашківська
Стінка Улашківська — комплексна пам'ятка природи місцевого значення в Україні. Розташована у Чортківському районі Тернопільської області, на південно-західній околиці села Улашківці, на правому березі Серету, в урочищі «Милівці» (поблизу розташована інша пам'ятка природи місцевого значення — «Улашківські сосни»). 
Площа — 19,5 га. Утворена рішенням Тернопільської обласної ради від 15 грудня 2011 року. Пам'ятка перебуває у віданні ДП «Чортківське лісове господарство» (Улашківське лісництво, кв. 93, вид. 1). 
Створено для охорони та збереження типового ландшафту та умов, у яких ростуть червонокнижні види (наприклад, ясенець білий) і деякі регіональні рідкісні види, а також мають свій ареал проживання деякі представники ентомофауни та птахів.